# Eduard Berger
Eduard Berger (* 22. Juni 1944 in Posen, heute in Polen) ist ein deutscher evangelischer Theologe und war Bischof der Pommerschen Evangelischen Kirche.

## Leben
Berger begann nach der Ausbildung zum Elektroinstallateur und dem Abitur am Kirchlichen Proseminar Naumburg (Saale) in Naumburg (Saale) 1964 ein Studium der Evangelischen Theologie an der Martin-Luther-Universität Halle-Wittenberg. 1965 wurde er wegen versuchten „ungesetzlichen Grenzübertritts“ zu fünfzehn Monaten Haft verurteilt, danach setzte er das Theologiestudium am Katechetischen Oberseminar Naumburg und am Sprachenkonvikt in Berlin fort.
Nach der Ordination war er ab 1973 Pfarrer in Kakerbeck im Kreis Kalbe (Milde) in der Altmark und ab 1978 an der Weinbergskirchgemeinde in Trachenberge, das zu Dresden gehört. Dort wurde er von der Stasi im Operativen Vorgang (OV) „Provokateur“ wegen der Forderung „Sozialer Friedensdienst“ „feindlich-negativ“ bearbeitet. 1983 wurde er Superintendent und Dompfarrer in Meißen, 1987 vom sächsischen Landesbischof zum Domherr auf Lebenszeit des renommierten Meißner Domkapitels berufen.
1990 wurde er als Nachfolger von Horst Gienke zum Bischof der Pommerschen Landeskirche in Greifswald gewählt. Dort war er bis 2001 im Amt. In seiner Amtszeit hat er die komplizierte Kirchenstruktur von 15 pommerschen Kirchenkreisen zu vier Superintendenturen vereinfacht. Zudem versuchte er die Verstrickungen der Kirchenleitung und der Pfarrer mit dem Staatssicherheitsdienst der DDR aufzudecken und zu sanktionieren.
2001 wurde er als Nachfolger von Jürgen Bergmann bis zu seiner Versetzung in den Ruhestand im Juni 2009 Beauftragter der evangelischen Kirchen in Sachsen bei der sächsischen Landesregierung. Als Nachfolger von Heinz-Georg Binder war er von 1999 bis 2010 Beauftragter des Rates der Evangelischen Kirche in Deutschland für die evangelische Seelsorge bei der Bundespolizei im Bundesgrenzschutz. Sein Nachfolger für diese Aufgabe wurde 2011 der Geistliche Karl-Hinrich Manzke.

## Ethische Positionen
Berger äußerte sich während dem 5. Berliner Theologisches Gespräch am 23. Januar 2001 zum Thema: Euthanasie! Ein humaner Tod? Dabei weist er auf christliche Grundaussagen der Lebensbejahung, des Lebens als Leihgabe Gottes und auf die Würde des Geschöpfs hin. Jeder Mensch sei begabt mit einer Personwürde, die zu einer einmaligen Persönlichkeit entfaltet werden könne. Ohne Glauben und Überzeugungen fehle es uns an Orientierung und wir seien stärker Willkür und Chaos ausgeliefert. Durch Krankheit, Schmerzen, Sinnlosigkeit, Glücksverlust, Altersbeschwerden und Katastrophen könne sich der ursprüngliche Lebenswillen in einen Sterbenswunsch kehren. Tod und Sterben seien bitter, aber das Leben könne bis in den Tod hinein geborgen in Gott sein, sofern wir uns auf Jesus Christus als den Überwinder des Todes und der Sünde stützen. Unser Leben bleibe fragmentarisch und bruchstückhaft, wozu auch Krankheit und Behinderung gehören, es werde vollendet durch Gott. Der eigenmächtige Abbruch des Lebens bedeute, dass sich der Mensch zum Herrn über Leben und Tod aufschwinge. Es gibt ein von Gott verliehenes Recht auf Leben, aber es gibt auch keine unbedingte Pflicht zum Leben. Deshalb sollen wir ums Leben kämpfen, solange Aussicht auf Heilung und Linderung bestehe. Ansonsten sollen wir die Ziele im Gespräch aller Beteiligter von kurativer zu palliativer Therapie anpassen.
2011 trat Berger noch einmal als Mitunterzeichner eines offenen Briefes mehrerer Altbischöfe der evangelischen Landeskirchen, der sich deutlich gegen die Ordination von Pfarrern ausspricht, die in gleichgeschlechtlichen Partnerschaften leben, an die Öffentlichkeit. Die weiteren Unterzeichner waren Heinrich Herrmanns, Jürgen Johannesdotter, Werner Leich, Gerhard Maier, Gerhard Müller, Theo Sorg und Ulrich Wilckens.

## Schriften
- Mit Christoph Demke: Die Wunder des Geistes riskieren! Thesen zur Kirchenreform in Ostdeutschland, Zeitschrift Evangelische Theologie, 1. Dezember 2001[10]
- Heimat und Religion, S. 427–432, in: J. Klose (Hrsg.): Heimatschichten, Springer Fachmedien, Wiesbaden 2013[11]